# Johann Wetken

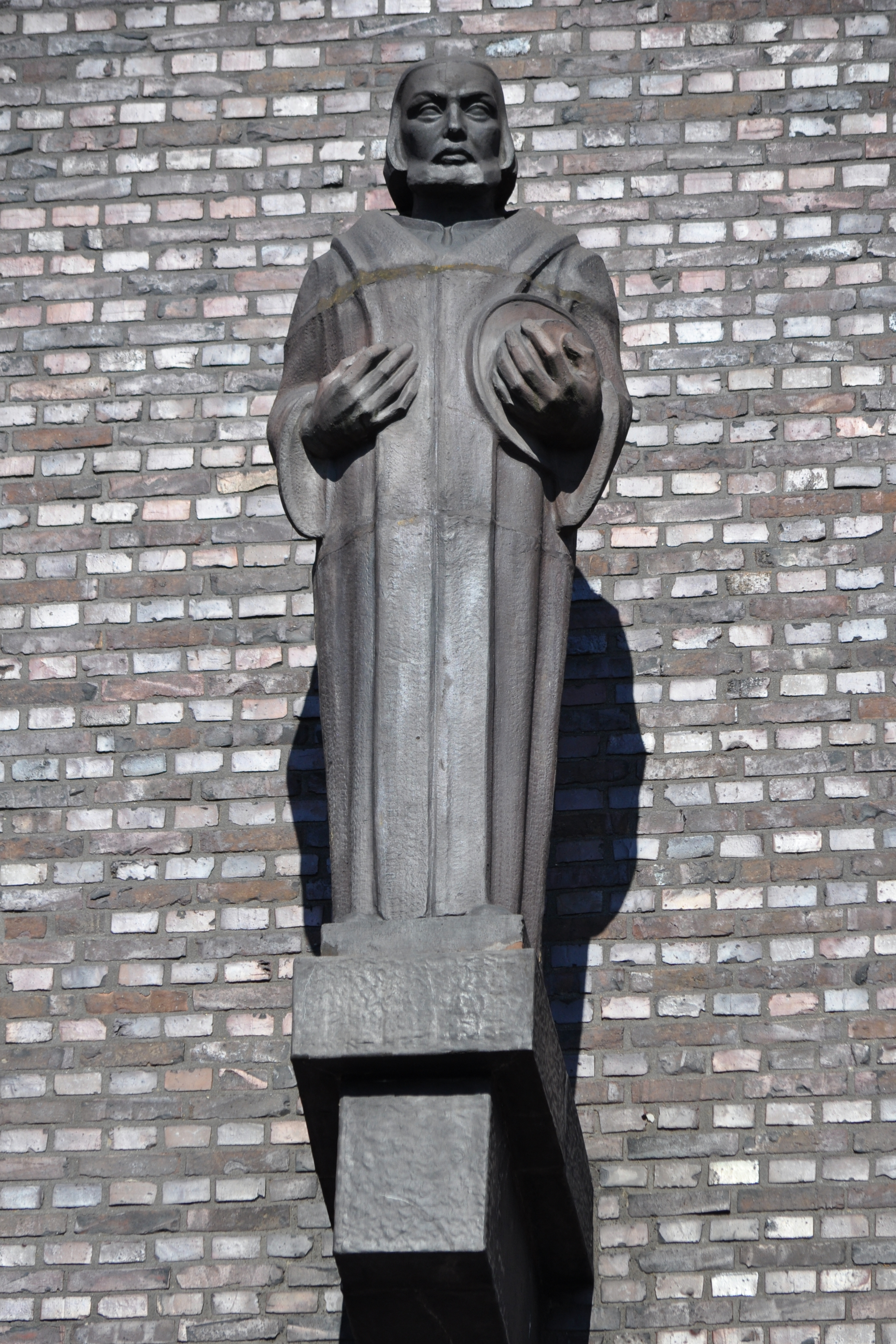
Johann Wetken (Bugenhagenkirche (Hamburg-Barmbek))

Johann Wetken (* vor 1470 in Hamburg; † 26. Februar 1538 ebenda) war Stadtschreiber und Hamburgs erster evangelischer Bürgermeister.

## Leben und Wirken
Johann Wetken, der erste bekannte Angehörige der Hamburger Patrizier-Familie Wetken, die in den Hansestädten Hamburg, Lübeck und Rostock maßgebliche Verdienste erworben und mehrere Bürgermeister gestellt hatte, war im Jahr 1496 an der Universität Rostock immatrikuliert. Hier studierte er Jura, promovierte 1497 zum Baccalaureus und erreichte drei Jahre später den Abschluss eines Magisters. Am 8. Mai 1503 wurde Wetken an der Universität Greifswald eingeschrieben, im Sommer desselben Jahres in die dortige Artistenfakultät, deren Dekanat er 1504 und 1506 übernahm, aufgenommen und lehrte hier einige Jahre. 1505 führte Wetken auch das Rektorat der Greifswalder Hochschule. Anschließend nahm Wetken ein Angebot seiner Heimatstadt Hamburg an, die ihn zum Ratssekretär und damit auch zum Stadtschreiber ernannte, da gemäß früheren Reformbeschlüssen des Kaisers Sigismund der Stadtschreiber gleichzeitig ein öffentlicher Notar sein musste. Zusätzlich war es in Hamburg zu damaliger Zeit üblich, dass diese Stadtschreiber nicht verheiratet sein sollten. Doch Wetken störte sich nicht daran und heiratete um 1510 Margarethe von Spreckelsen, die Tochter des Hamburger Bürgermeisters Johann von Spreckelsen und war somit erst der Zweite, der dieses kaiserliche „Zölibat“ nicht einhielt.
Zu einer Zeit, als Martin Luther die Reformation einführte, fing nun auch Johann Wetken an, sich für diese neue Bewegung zu interessieren. Sein Schlüsselerlebnis war schließlich, als er im Jahre 1525 mit seinem amtierenden Bürgermeister Hinrik Salsborch als Delegierter in Bremen weilte. Wetken war fasziniert davon, wie diese mittlerweile evangelische Stadt sich den Machenschaften des Erzbischofs Christoph, eines Bruders von Heinrich dem Jüngeren von Braunschweig, widersetzte. Hier lernte Wetken auch Hieronymus Schurff kennen und dessen Einsatz für die Reformation schätzen und beschloss, sich jetzt offen dieser neuen kirchlichen Bewegung anzuschließen und sie zu unterstützen.
Zwischenzeitlich versuchte bereits 1524 das Kirchspiel von St. Nikolai Johannes Bugenhagen, einen Weggefährten Luthers, zum Nachfolger des katholischen Pfarrers Henning Kissenbrügge einzusetzen, doch der bisher noch konservative Rat stimmte dagegen und Kissenbrügge blieb noch für weitere vier Jahre im Amt. Doch mit der Wahl Wetkens in den Rat der Stadt Hamburg im Frühjahr 1526 und zwei Jahre später am 12. März 1528 zum Hamburger Bürgermeister, in der Nachfolge des Gerhard von Holte, welcher bereits auf Grund des Einflusses der Reformation in Hamburg resigniert aufgegeben hatte, veränderte sich die konfessionelle Haltung des Rates. Bereits wenige Monate nach seiner Wahl war Wetken gezwungen, in einem Streit zwischen den Dominikaner und den ersten evangelischen Predigern zu vermitteln, und er forderte hierbei auch die Unterstützung des Reformators Stephan Kempe an. Dieser beteiligte sich schließlich an der großen Disputation, bei der er gegen diese Mönche der „alten“ Lehre stritt. Dieses Gespräch entschied vorerst die kirchliche Lage in Hamburg und Kempe selbst verfasste darüber einen Bericht. Schließlich wurde am 9. Oktober 1528 doch noch Johannes Bugenhagen als Prediger nach St. Nikolai berufen, welcher nun endgültig die neue Kirchenordnung durchsetzen sollte. Der Hamburger Rat reservierte eine Unterkunft in der so genannten Doktorei und veranstaltete ihm zu Ehren ein festliches Begrüßungsessen in diesem Hause sowie tags darauf eine offizielle und öffentliche Begrüßung durch die drei Hamburger Bürgermeister, an ihrer Spitze Johann Wetken. Doch sollte es in einem so genannten langen Rezess noch bis zum 15. Mai 1529 dauern, bis die neue Kirchenverfassung nun endgültig beschlossen wurde.
Wenige Wochen später, im Juni 1529, musste Wetken dazu noch einen weiteren Streit mit dem Domkapitel unter Leitung von Kissenbrügge schlichten, dessen Mitglieder sich auf kaiserliche Privilegien und Ansprüche für den Dom beriefen. Doch Wetken und sein zweiter Bürgermeister Salsborch konnten Kissenbrügge zu der Erklärung bewegen, dass die Inhaber der geistlichen Lehen nach ihrem Tod Kapital und Rente dem Gotteshaus vermachen sollten und im Gegenzug dafür zeit ihres Lebens die Einkünfte aus diesen Lehen behalten durften.
Johann Wetken war somit an der Einführung und Umsetzung der Reformation in Hamburg maßgeblich mitbeteiligt und hatte dafür gesorgt, dass dieser Umbruch friedlich vonstattenging. Auch sein Sohn und später ebenfalls Hamburger Bürgermeister Hermann Wetken hatte schließlich an der Festigung dieser Strömung in Kirche und Gesellschaft seinen Anteil. Wetken blieb noch bis zum Jahre 1533 Bürgermeister, schied dann aus gesundheitlichen Gründen aus und starb schließlich am 26. Februar 1538.